# Obelia longissima
Obelia longissima är en nässeldjursart som först beskrevs av Peter Simon Pallas 1766.  Obelia longissima ingår i släktet Obelia och familjen Campanulariidae. Arten är reproducerande i Sverige. Inga underarter finns listade i Catalogue of Life.